# Walter Hoyland
Walter Hoyland (14 tháng 8 năm 1901-1985) là một cầu thủ bóng đá người Anh thi đấu ở Football League cho Fulham, Mansfield Town và Sheffield United.